# 남편들
《남편들》(Husbands)은 미국에서 제작된 존 카사베츠 감독의 1970년 드라마, 코미디 영화이다. 벤 가자라 등이 주연으로 출연하였고 알 루밴 등이 제작에 참여하였다.

## 출연

### 주연
- 벤 가자라
- 피터 포크
- 존 카사베츠

### 조연
- 제니 러너크리

## 같이 보기
- 뉴 할리우드